# تشون-ساري-أوي
تشون ساري أوي (بالقيرغيزية: Чоң-Сары-Ой)‏ وهي قرية في مقاطعة إيسيك كول في قيرغيزستان. بلغ عدد سكانها حوالي (2,247) نسمة عام 2009.